# Joan Baptista Mas i Casamada
Joan Baptista Mas i Casamada (Girona, 16 de novembre de 1875 – Barcelona, 5 de maig de 1958) fou un metge català. El 1896 col·laborà en el Centre Escolar Catalanista i el 1889 es llicencià en medicina. Va exercir de metge a Palafrugell durant cinquanta anys, també hi actuà com a alcalde (1916 – 1917), metge forense, jutge de pau, i va ser fundador de la Creu Roja de Palafrugell.

## Obra publicada
- La dilatación operatoria de la hilera genital en obstetricia (Girona, 1951)
- Casa bressol de Palafrugell